# الفرشة (بلجرشي)
قرية ال صحفان حفظهم الله ورعاهم وزادهم بلمنى وسلوى 
قرية الفرشة قرية تقع جنوب شرق محافظة بلجرشي وتبعد ما يقارب 16كم عن المحافظة وما يقارب 40كم عن مدينة الباحة، يحدها من الشرق قرية السد ومن الغرب قرى الطلقية والعذبة ومن الشمال جبال فضاء ومن الجنوب قرية الجرار وقرية مقـاق وقرية الطلقية.

## المساحة والسكـان
يبلغ عدد سكان قرية الفرشة ما يقارب للعائلة الوحدة1500 نسمـة.
وتبلغ مساحة القرية ما يقارب 20 كم2.

## التضاريـس
تتكون تضاريس القرية من عدد من الجبال المرتفعة عن سطح البحر والشعاب والأودية الكبيرة من الجبال : حمراء، رزقة، الردمة، الصرين، القزعة.
ومن الشعاب: الحدبان، عراصة، المصلوم، قرى مسعود، القضفان، سد سلعان، خد الجديرة، العُجمة.
من الأودية : جدارة (خد الجديرة)، الصرين، العريدية، الغربة، رياح ويعد أكبر الأودية بمحافظة بلجرشي حيث تجتمع فيه السيول من قرى المحافظة.

## المنـــاخ
مناخ القرية بصفة عامة معتدل معظم فصول السنة وبارد في فصل الشتاء مع هطول أمطار بقدرة الله سبحانه وتعالى، ودافئ إلى حار نوعاً ما في فصل الصيف.

## المجتمــع
مجتمع القرية مجتمع قبلي وأسري يتكون من أسر عريقة وكبيرة ولكل أسرة كبير يدير أمورها ولاسيما في النزاعات وغيره ويرجعون إلى عريفة القرية ومما يميزه رحابة وسعة صدره ورجاحة عقلة وبعد نظرة إذ يعتبر الوالد لكل الأسر , الذي يسعى لجمع الكلمة وإنصاف المظلوم والمحافظة على القيم والعادات الإسلامية التي تميز بها أبناء القرية.

## العادات والتقاليـد
لمجتمع القرية مجموعة من العادات والتقاليد التي كانت سائدة وما زالت ولكن بشكل آخر نتيجة للتطور الحضاري وتوفر وسائل الاتصال وقرب المسافات وسهولة التنقل ومن أهم العادات مايلي:

### أولاً: العلامة
وهي من (الإعلام) وذلك عندما يأتي زائر إلى القرية فإنه (يعلم) مضيفيه بأخبار ديرته وبعد انتهاء حديثه يتولى المضيف الرد حيث يحكي للضيف أخبار القرية.

### ثانياً: المباركة
في المناسبات السعيدة كالزواج مثلاً وختان المولود يقوم الناس بتهنئة صاحب المناسبة وتقديم مبلغاً من المال له.

### ثالثاً: المواساة
أو ما يسمى الآن (العزى) أو (المعزاة) ويكون ذلك في مصاب الوفاة، حيث يقوم الناس بمواساة أهل الميت بالحضور ومقاسمتهم أحزانهم في فقيدهم.

### رابعاً: الخطبة
وهي أول خطوات الزواج حيث يتوجه كبير العائلة ومعه مجموعة من المعارف مع الخاطب إلى بيت الأسرة المراد مصاهرتهم لمقابلة ولي أمر الفتاة لطلب يدها.

### خامساً: السمـو
وذلك عندما يرزق أحدهم ولداً فإنه يسميه بأحد المعارف أو الأصدقاء الذين تربطه بهم أواصر المحبة والأخوة فيقوم ذلك المسمى به بالذهاب إلى والد المولود مع مجموعة من أفراد عائلته ليؤدوا واجب (التسمية) مع تقديم الهدايا في جو من البهجة والفرح.

## الأكـلات الشعبيـة
اشتهرت قرية الفرشة كباقي قرى منطقة الباحة بأنواع عديدة من الأكلات الشعبية الخاصة بها والتي تميزها عن سواها من المناطق الأخرى.
والجميل أن هذه الأكلات مازالت مستمرة حتى الآن بل وتعتبر من الأكلات الرئيسية وهي :
- الدغابيس :

وتتكون من الدقيق سواءً كان من الذرة أو البر أو الدخن مع المرق.
- الخبــزة :

المكون الرئيسي لها الدقيق الذي يعجن ثم يطرح على صخرة رقيقة السماكة ويشعل النار من تحتها وتغطى من الأعلى.
- العصيدة :

عبارة عن دقيق يضاف إليه الماء بمقدار ويحرك جيداً على النار حتى تنضج وتؤكل مع المرق.
- العيش :

عبارة عن دقيق يضاف إليه الماء بمقدار ويحرك جيداً على النار حتى ينضج ويؤكل مع المرق والسمن والعسل واللبن.
- الكبسة :

وهي عبارة عن الرز يصنع بمذاقات مختلفة ويرش فوقه الزبيب ويوضع فوقه اللحم والذي غالباً مايكون ذبائح كاملة.
- المثريـة :

وتتكون من الدقيق مع السمن والعسل.

## الفنون الشعبيـة
هناك ثلاثة أنواع للفنون يقدمها أبناء القرية والتي يمارسونها أيضا في المناسبات مثل الصلح والزواج وأيضا تمارس هذه الفنون في الاحتفالات الموسمية والمهرجانات.

### أولاً: العرضــة
وتكون عرضة أهالي قرية الفرشة بتنظيم صفوف الرجال بشكل مقوس أو دائري ويكون وسط هذا التجمع الجميل الشعراء الذين ينشدون الأبيات ويقوم العارضون بترديد آخر بيت وتكون هذه القصائد إما حكمة يرددها الشاعر عن تجربة أو خبرة له أو تكون القصيدة كمدح لرجل أو قبيلة وبالقرب من الشعراء توجد الطبول (الزير) والتي على دقاتها يردد العارضون آخر بيت ويحمل كل شخص من هؤلاء السيف في يده اليمنى ويلف حول خصره أحزمة مذهبة جميلة.

### ثانياً: المسحبانـي
في المسحباني يقف العارضون في صفين مستقيمين متقابلين , ويقف بينهما الشعراء في مبارزات شعرية أصيلة يتخللها صوت الطبول , ويتفاعل العارضون مع هذه الأشعار برقص سهل يهتز له الجسم في رشاقة رافعين أياديهم بمحاذات صدورهم.

### ثالثاً: اللعــب
وما يميز هذا النوع أن رقصاته تكون شديدة الإيقاع.

## حياة أهل القريـة
كان أهل القرية يعيشون بالماضي على الزراعة ورعي الماشية وتربيتها وبعض الحرف اليدوية كالفخار والخياطة والبناء حتى حدثت النقلة الحديثة بعد تأسيس هذه الدولة حفظها الله واتجهوا إلى العمل في الوظائف الحكومية بشتى قطاعتها وممارسة الأعمال الحرة.

## الخدمات بالقريـة
حظيت قرية الفرشة باهتمام حكومة المملكة العربية السعودية منذ تأسيسها، وقد تم سفلتت الطريق المؤدي إلى القرية وإيصال الكهرباء والماء والهاتف والجوال والانترنت، وشيدت المدارس للبنين والبنات ومشروع المياه والجامع واعتمد مخطط خاص لأهل القرية، ولا زالت حكومتنا الرشيدة تهتم بالقرية في شتى مجالاتها لتضمن الراحة والطمأنينة والحياة الرغيدة لأهل القرية.